# Kujbisevói járás
A Kujbisevói járás (oroszul: Куйбышевский район) Oroszország egyik járása a Rosztovi területen. Székhelye Kujbisevo.

## Népesség
- 1989-ben 14 061 lakosa volt.
- 2002-ben 15 237 lakosa volt.
- 2010-ben 14 800 lakosa volt, melyből 12 188 orosz, 882 ukrán, 295 örmény, 66 azeri, 43 fehérorosz, 39 moldáv, 36 gagauz, 29 koreai, 27 cigány, 25 tatár stb.